# 77 Million Paintings
77 Million Paintings è un album video del musicista britannico Brian Eno, edito nel 2006.
Il filmato venne riprodotto nel 2007 presso lo Yerba Buena Center for the Arts di San Francisco e nel 2011 presso il Glenbow Museum di Calgary (Canada).

## Il filmato
L'opera consiste in un software, funzionante solo su sistemi operativi Windows e Macintosh, che combina fra loro numerosi sample musicali a circa trecento immagini astratte casuali utilizzate nelle installazioni di Brian Eno. Come suggerisce il titolo, è possibile ottenere settantasette milioni di combinazioni: ciò assicura che verosimilmente non verrà mai proposta due volte lo stesso risultato. Le sequenze visive offerte dal software cambiano gradualmente e sono accompagnate dalla musica d'ambiente dell'artista.

Inoltre, l'artista ha realizzato 77 Million Paintings partendo dal presupposto che un artista sarebbe in grado di produrre settantasette milioni di dipinti se realizzasse cinque opere al giorno in un arco di tempo pari a 42.000 anni e ha dichiarato:
L'opera include anche un DVD di interviste con l'artista e un libretto. Quest'ultimo presenta due articoli: uno di Nick Robertson, che descrive le intenzioni dietro il software, e un altro dello stesso Eno (My Light Years), in cui descrive i suoi esperimenti con luci e suoni.